# Okinawa (film)
Pour les articles homonymes, voir Okinawa.
Pour plus de détails, voir Fiche technique et Distribution.
Okinawa (Halls of Montezuma) est un film américain réalisé par Lewis Milestone et sorti en 1951.

## Synopsis
Durant la Guerre du Pacifique, une troupe de Marines débarque sur une île occupée par les troupes japonaises. À la tête de sa compagnie, le lieutenant Anderson, un simple professeur de collège dans le civil, va mener ses hommes pour localiser la batterie japonaise qui tient la colline.

## Fiche technique
- Titre : Okinawa
- Titre original : Halls of Montezuma
- Réalisation : Lewis Milestone
- Scénario : Michael Blankfort
- Chef-opérateur : Winton C. Hoch, Harry Jackson
- Musique : Sol Kaplan
- Montage : William Reynolds
- Direction artistique : Albert Hogsett, Lyle R. Wheeler
- Décors : Thomas Little, Bruce MacDonald
- Costumes : Charles Le Maire
- Production : Robert Bassler pour 20th Century Fox
- Durée : 113 minutes
- Dates de sortie : 
  - États-Unis : 4 janvier 1951
  - France : 14 septembre 1951
  - Belgique : 7 décembre 1951

## Distribution
- Richard Widmark (VF : Jean Daurand) : Lieutenant Anderson
- Jack Palance (VF : Claude Péran) : Pigeon Lane
- Reginald Gardiner (VF : Gérard Férat) : Sergent Johnson
- Robert Wagner : Coffman
- Karl Malden (VF : Camille Guérini) : Doc
- Richard Hylton : Conroy
- Richard Boone (VF : Jean Brochard) : Lieutenant-Colonel Gilfillan
- Skip Homeier (VF : Michel André) : Pretty Boy
- Don Hicks (VF : Lucien Bryonne) : Lieutenant Butterfield
- Jack Webb (VF : Pierre Leproux) : Dickerman
- Bert Freed (VF : Jean Clarieux) : Slattery
- Neville Brand (VF : Claude Bertrand) : Sergent Zelenko
- Martin Milner (VF : Pierre Trabaud) : Whitney
- Philip Ahn (VF : Henry Darbrey) : Nomura
- Fred Coby (VF : René Arrieu) : le capitaine 'Mac' McCreavy
- Howard Chuman (VF : Stéphane Audel) : le capitaine Ishio Makino
- Chris Drake (VF : Jean Violette) : Frank
- Richard Allan
- Edward Binns